# Ентерпрајз (Западна Вирџинија)
Ентерпрајз (енгл. Enterprise) насељено је место без административног статуса у америчкој савезној држави Западна Вирџинија.

## Демографија
По попису из 2010. године број становника је 961, што је 22 (2,3%) становника више него 2000. године.
| Група             | 2000.       | 2010.       |
| Белци             | 932 (99,3%) | 943 (98,1%) |
| Афроамериканци    | 0 (0,0%)    | 3 (0,3%)    |
| Азијати           | 0 (0,0%)    | 0 (0,0%)    |
| Хиспаноамериканци | 6 (0,6%)    | 5 (0,5%)    |
| Укупно            | 939         | 961         |